# Comté de Kiowa (Oklahoma)
Pour les articles homonymes, voir Comté de Kiowa.
Le comté de Kiowa est un comté situé à l'ouest de l'État de l'Oklahoma aux États-Unis. Le siège du comté est Hobart. Selon le recensement de 2000, sa population est de 10 277 habitants.

## Comtés adjacents
- Comté de Washita (nord)
- Comté de Caddo (est)
- Comté de Comanche (sud-est)
- Comté de Tillman (sud)
- Comté de Jackson (sud-ouest)
- Comté de Greer (ouest)

## Principales villes
- Cooperton
- Gotebo
- Hobart
- Lone Wolf
- Mountain Park
- Mountain View
- Roosevelt
- Snyder